# Georges Martin Witkowski
Pour les articles homonymes, voir Georges Martin, Martin et Witkowski.
Georges Martin Witkowski est un compositeur et chef d'orchestre français, né à Mostaganem le 6 janvier 1867 et mort à Lyon le 12 août 1943.

## Biographie
Georges Martin est le fils de Jean Martin et de Blanche Witkowska. Celle-ci, devenue veuve, se remarie avec un organiste et enseigne le chant. Après ses études à Saint-Cyr et à Saumur, il embrasse d'abord une carrière militaire d'officier d'état-major qu'il poursuivra jusqu'en 1906.
En parallèle, il devient élève à la Schola Cantorum de 1894 à 1897 et disciple de Vincent d'Indy. Ce dernier lui demande d'aller créer un établissement similaire à Lyon. En 1903, la Schola Cantorum de Lyon (rebaptisée Schola Witkowski en 1953) voit le jour. Il fonde deux ans plus tard la Société des Grands Concerts de Lyon, qui deviendra plus tard l'Orchestre national de Lyon. Cette société organise des centaines de concerts et fait découvrir au public lyonnais les créations de compositeurs français tels que Pierre de Bréville, Jacques Ibert, Paul Le Flem, André Caplet, Albert Roussel, Francis Poulenc, Jean Roger-Ducasse, Henri Rabaud ou encore les lyonnais Pierre-Octave Ferroud et Adrien Rougier. Les œuvres des compositeurs étrangers tels qu'Igor Stravinsky, Isaac Albéniz, Serguei Prokofiev, Arthur Honegger, Ottorino Respighi, Alexandre Glazounov, etc. sont également jouées.
Le 2 juin 1908, il est élu membre de l'académie des Sciences, Belles-Lettres et Arts de Lyon. 
En outre, il succède à Florent Schmitt comme directeur du Conservatoire de Lyon, poste qu'il occupera de 1924 jusqu'à son décès.
Son fils Jean Witkowski, violoncelliste, lui succédera à la tête de la Schola Cantorum de Lyon, puis à celle de la Société des Grands Concerts.

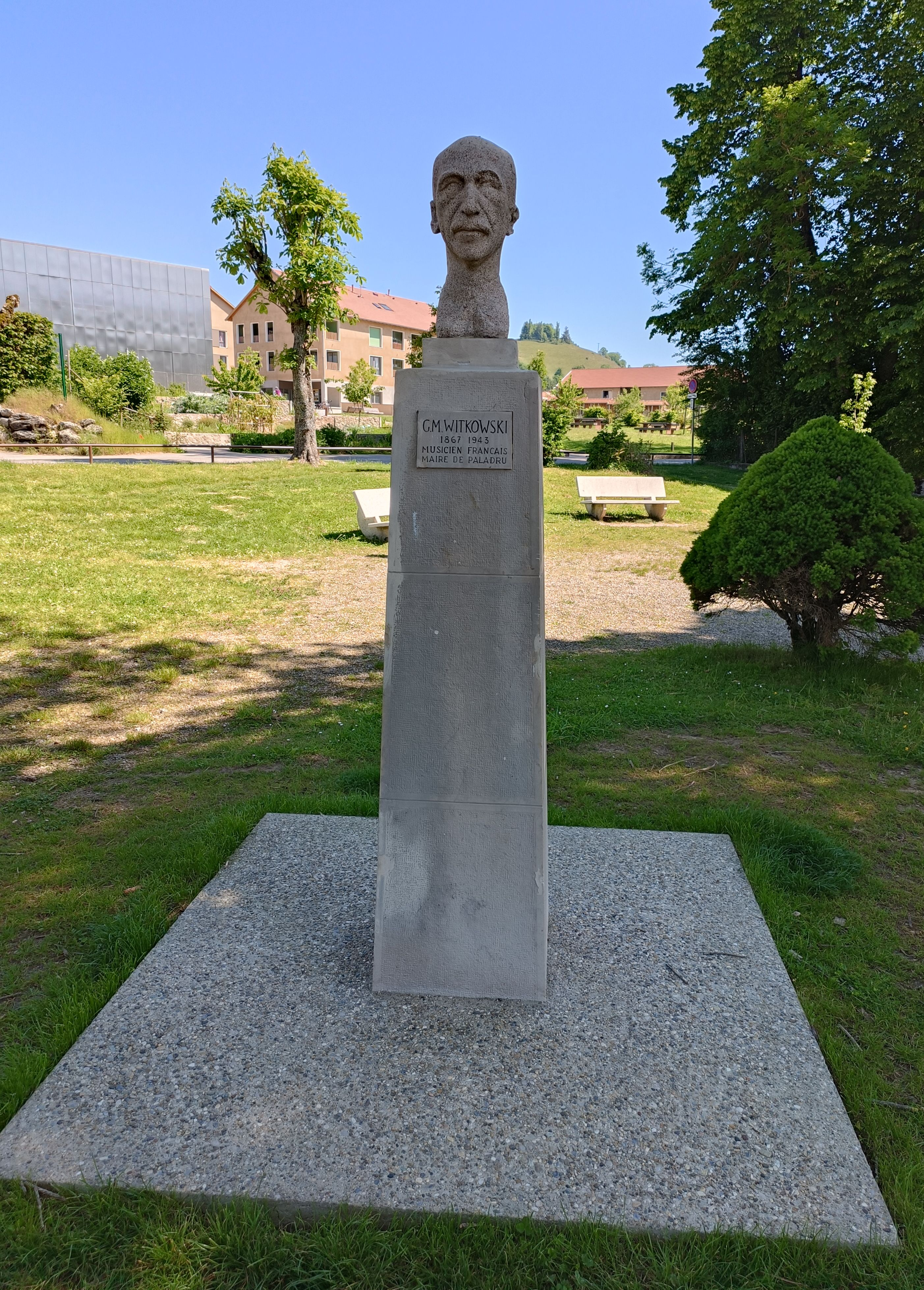
Buste de Georges Martin Witkowski à Paladru

Il fut également maire de la commune de Paladru de 1919 à 1943, et inspiré par le lac de Paladru, écrivit un poème symphonique Mon Lac

## Ses principales œuvres
- Le Maître à chanter (opéra comique de jeunesse)
- Quintette avec piano, créé le 5 mars 1898
- Première symphonie en ré mineur créée le 16 mars 1901 sous la baguette de Vincent d'Indy. Elle est construite autour d'un thème populaire breton.
- Quatuor à cordes en mi majeur (1902), composition cyclique à la manière de César Franck
- Sonate pour violon et piano en deux mouvements
- Le poème de la maison achevé en 1918 sur des textes de Louis Mercier. C'est un oratorio profane pour contralto, ténor, basse et orchestre dont la première audition a lieu à Lyon le 26 janvier 1919.
- Mon Lac sorte de poème symphonique inspiré par le lac de Paladru. L'œuvre est créée par sa dédicataire, la pianiste Blanche Selva, le 20 novembre 1921 à Lyon. Elle est ensuite donnée en première à Paris avec Blanche Selva au piano sous la direction de Pierné le 20 février 1925
- La Princesse lointaine adaptation lyrique inspirée par la pièce d'Edmond Rostand). L'œuvre est créée à l'opéra de Paris le 26 mars 1934 sous la direction de Philippe Gaubert.

## Distinctions
- Chevalier de la Légion d'honneur (1925)[4].